# Francisco Andrevi
Francisco Andrevi Castellá (Sanaüja, 7 novembre 1786 – Barcellona, 23 novembre 1853) è stato un musicista spagnolo.
Fu maestro di cappella a Valencia, Barcellona e Siviglia. La sua opera principale è l'oratorio Il giudizio universale.